# Демократія помирає в темряві

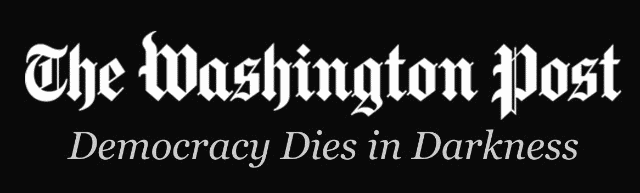
Офіційний слоган газети The Washington Post

«Демократія помирає в темряві» (з англ. Democracy Dies in Darkness) — офіційний слоган найбільшої американської щоденної газети «The Washington Post», що був представлений 22 лютого у 2017 році на офіційному сайті, та пізніше був прийнятий для друкарського видання.
Цей слоган викликав значну реакцію — як позитивну, так і негативну — зі сторони інших інформаційних агентств та діячів ЗМІ.

## Історія

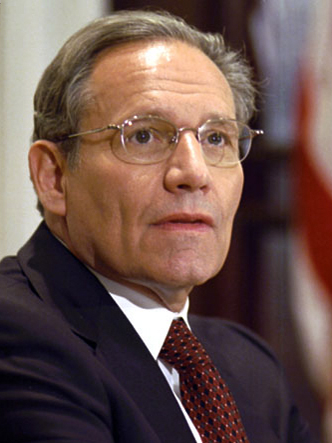
Боб Вудворд — журналіст популяризувавший цю фразу.

«The Washington Post» вперше представив цей слоган 17 лютого 2017 року у мобільному застосунку Snapchat коли була запущена програма «Snapchat Discover», розрахована для більш широкого охоплення молодих читачів. Пізніше видання додало цей слоган на свій вебсайт під назву газети. Шані Джордж, директорка з комунікацій газети, сказала, що ця фраза використовувалася всередині компанії роками, перш ніж була офіційно прийнята.
Цей слоган став першим офіційно прийнятим «The Washington Post» за 140 років свого існування. За даними видання, цю фразу популяризував журналіст-розслідувач, редактор газети Боб Вудворд. Вудворд використав цю фразу у статті 2007 року, в якій критикував державну таємницю, і згадав про неї під час презентації на конференції 2015 року, коли розповідав про свою книгу «Останній із людей президента» про Вотергейтський скандал. Вудворд сказав, що він не сам придумав цю фразу, натомість приписавши її рішенню судді у справі про Першу поправку до Конституції США, яке, як вважається, виніс окружний суддя Деймон Кіт. Власник газети Джеффрі Безос, який був присутній на презентації Вудворда у 2015 році, також використав цю фразу в інтерв'ю у травні 2016 року.
Газета повідомила, що вирішила прийняти офіційний слоган на початку 2016 року. Це започаткувало процес, який передбачав зустріч невеликої групи співробітників газети для розробки ідей для можливих слоганів. Зрештою, група зупинилася на варіанті «Демократія вмирає в темряві» після мозкового штурму понад 500 варіантів.
Лозунг також з'явився в кінці рекламного відео газети Супербоулу у 2019 році. Саме рекламне відео, яке було озвучено Томом Генксом, стало першою в історії рекламою Супербоулу газетою «The Washington Post».